# Семёнов, Сергей Николаевич
Сергей Николаевич Семёнов (род. 15 марта 1962) — советский, российский хоккеист, защитник. Хоккейный судья международной категории, функционер.

## Биография
Со второго класса начал заниматься в школе ЦСКА. В сезоне 1980/81 дебютировал в команде первой лиги СКА МВО Москва. Играл в командах второй лиги «Ижорец» Ленинград (1981/82), СКА МВО (1982/83 — 1983/84), «Станкостроитель» Рязань (1984/85). Сезон 1985/86 начал в команде высшей лиги «Крылья Советов», но проведя один матч — 20 сентября против «Химика» (3:5) — получил травму и остаток сезона играл в первой лиге за «Кристалл» Саратов.
С 1988 года стал работать судьёй. В сезонах 1992/93 — 2001/02 играл за команду второй лиги «Титан» Клин.
На матче Кубка «Балтики» 2001 Чехия — Швеция не назначил положенные по регламенту буллиты, и победитель выявлялся с помощью жребия. В ноябре 2003 года был отстранён от судейства на один месяц по причине неудовлетворительного судейства (неоднократные пропуски нарушений правил в третьем периоде) в матче «Химик» — «Торпедо».
Неоднократно входил в список лучших судей России. Завершил судейскую карьеру в 2012 году.
Глава департамента судейства Молодежной хоккейной лиги. Начальник отдела судейства ВХЛ. Начальник отдела организации судейства управления судейства ФХР. Инспектор ФХР.